# Petronella Barker
Pour les articles homonymes, voir Barker.
Petronella Barker, née le 29 octobre 1965 à Colchester (Angleterre), est une actrice norvégienne d'origine britannique.

## Filmographie

### Au cinéma
- 1985 : I na kamnyakh rastut derevya : Signy
- 1988 : Sweetwater : Lisa, Allans kone
- 1990 : Havet stiger : Susanne
- 1993 : De blå ulvene : Rita
- 1994 : Le Crépuscule des aigles : Helga Schröder
- 1995 : Dangerous Waters (Farlig farvann) : Marlene
- 1996 : Gåten Knut Hamsun : Dagny
- 1998 : Thrane's Methode (Thranes metode) : Mol
- 1998 : Ollie Alexander Tiddly-Om-Pom-Pom (Ole Aleksander Filibom-bom-bom) : Tante Lissi
- 2000 : The 7 Deadly Sins (De 7 dødssyndene)
- 2000 : Envy (Misunnelse)
- 2002 : Music for Weddings and Funerals (Musikk for bryllup og begravelser) : Helen
- 2004 : Hawaii, Oslo : Bobbie
- 2006 : Norway of Life (Den brysomme mannen) : Anne-Britt
- 2010 : The Writing on the Wall (Varg Veum - Skriften på veggen) : Sidsel
- 2012 : Outside Comfort : Mona
- 2013 : The Scaffold
- 2013 : Victoria : Victorias mor
- 2014 : Stress : Human Resources
- 2014 : Underdog (Svenskjävel) : Marianne
- 2014 : Haram
- 2016 : A Serious Game (Den allvarsamma leken) : Fru Von Rosen
- 2017 : Fountain of Youth : Acting coach

### À la télévision
- 1994 : Le Crépuscule des aigles (téléfilm)